# Поклонение волхвов в зимнем пейзаже
«Поклонение волхвов в зимнем пейзаже» (нидерл. De aanbidding door de wijzen in de sneeuw) — картина, написанная в 1563 году нидерландским художником Питером Брейгелем Старшим. На ней изображён визит волхвов с Востока к Святому семейству. Художник переносит библейскую сцену во фламандскую деревню. Первая картина на тему Поклонения волхвов с изображением снегопада. Картина находится в коллекции Музея Оскара Райнхарта в Винтертуре.

## Описание
Зритель смотрит на фламандскую деревню с возвышенности сквозь плотные сугробы. Небо серовато-жёлтое, а цвет снега варьируется от белого до желтовато-зелёного оттенков. Как это часто бывает в работах Брейгеля, в картине доминирует диагональ от левого нижнего угла к правому верхнему, которая здесь усилена стеной моста. Рейка, прислоненная к стене полуразрушенного здания справа, и самодельная крыша на правом краю картины, под которой горит огонь, являются структурирующими элементами. Деревья, горизонтальные оси зданий и стена у реки на переднем плане слева оказывают стабилизирующее воздействие на диагональную композицию.
Мы видим поклонение волхвов, упомянутое в евангелии от Матфея и дополненное в духе XVI века многочисленными ассоциациями. Три волхва пришли с востока, чтобы почтить новорожденного Иисуса дарами. Через ворота их свита проходит к ветхому хлеву в левом нижнем углу. Слуги и солдаты ведут мулов с поклажей. Все они покрыты снегом. Два короля изображены коленопреклонёнными, за ними стоит третий, Валтасар, со своим даром. С материнской улыбкой Мария показывает ребёнка на коленях. Иосиф почти сливается со стеной, у которой сидит. Поскольку ясли незаметно спрятаны, повседневная жизнь зимней брабантской деревни становится почти главной темой картины. Брейгель движется в сторону самостоятельного жанрового произведения. Начало января, деревья голые, а река полностью замёрзла. С моста человек проверяет прочность льда бревном. Другие срезают ветви со срубленного дерева. На берегу мать зовет ребёнка на санках, так как рядом находится прорубь. Мужчина в зелёной куртке только что отнёс ведро от водоёма, а другой в красной куртке несёт ведро к нему. Разрушенный замок справа с двойными арочными окнами немного великоват для деревни. Он символизирует язычество или Ветхий Завет, освобождающий место для чего-то нового. Под наклонным навесом, пристроенным к замку, кто-то греется у огня. Другая группа толпится вокруг костра рядом с конюшней.

### Техника
Фигуры в миниатюрной масляной живописи на дереве по большей части лишь эскизно обозначены грубыми мазками кисти. Только жители деревни и особенно водоносы на переднем плане выполнены более тщательно. Цари и водоносы — единственные фигуры, выделенные цветом. Очевидно, что художник больше заботился об общем впечатлении, чем о деталях. Вместе со снегопадом сцена выглядит как моментальный снимок.

## Интерпретация
Брейгель переносит тему Поклонения волхвов из восточного окружения на свою фламандскую родину. Картина была создана во время так называемого Малого ледникового периода, когда необычайно суровые зимы поразили Европу. С современной точки зрения, картина принадлежит к серии, в которой Брейгель каждый раз изображал зиму по-разному. Руины в правом углу картины в прежние времена часто интерпретировались как романская церковь, но сегодня считается, что это, скорее всего, полуразрушенный дом или, возможно, крепость. На это указывает небольшая башня-турель в левом верхнем углу. На заднем плане нечетко видно второе большое разрушенное здание.

## Происхождение и датировка
Первые сведения о картине появились 17 июля 1696 года в описи имущества кельнского мецената и коллекционера Эберхарда Ябаха, который жил в Париже и принадлежал к богатой кёльнской династии Ябахов. Ранее она принадлежала силезскому дворянину графу Саурма. Описание картины переводится как «Зима со множеством фигур, на переднем плане три короля, поклоняющиеся Господу; много падающего снега и маленький ребёнок, катающийся на санках по льду; старый Брейгель» (ориг. «Ein Winter mit einer Menge Figuren, im Vordergrund die drei Könige, die Unseren Herrn anbeten; es fällt viel Schnee und ein kleines Kind fährt mit einem Schlitten über das Eis; der alte Bruegel»). Однако в современных исследованиях она приписывается Брейгелю только с 1931 года. Дата в левом нижнем углу при увеличении читается как 1563 год: M.D.LXIII. Поэтому картина является первой из серии зимних картин: «Охотники на снегу» из цикла картин «Времена года», «Зимний пейзаж с конькобежцами и ловушкой для птиц» (обе 1565), «Перепись в Вифлееме» (1566) и «Избиение младенцев» (ок. 1566). Картина находится в коллекции Музея Оскара Райнхарта в Винтертуре.
Существует множество копий этой картины, большинство из них выполнены Питером Брейгелем Младшим. Однако снегопад на них в основном отсутствует.
Брейгель написал и другие картины на тему Поклонения волхвов: в 1564 году — «Поклонение волхвов», которая находится в Лондонской национальной галерее. Другая картина примерно 1564 года с тем же названием — темперная живопись на ткани — хранится в Королевских музеях изящных искусств в Брюсселе. До наших дней дошло лишь несколько картин, выполненных в подобной технике.

## Изображения снегопада до Брейгеля
Первое известное изображение снегопада находится в ратуше Сиены. Амброджо Лоренцетти в 1337-39 годах изобразил четыре времени года, в том числе «Зиму» — человека в метель, в шапке и толстой шубе, держащего снежок. Мазолино да Паникале в 1420-х годах изобразил легенду об «Основании Санта-Мария Маджоре». Выпавший там снег в середине лета показал не только местоположение, но и план местности, где должна была быть построена церковь Святой Марии.